# Rochelia stylaris
Rochelia stylaris är en strävbladig växtart som beskrevs av Pierre Edmond Boissier. Rochelia stylaris ingår i släktet Rochelia och familjen strävbladiga växter. Inga underarter finns listade i Catalogue of Life.